# Matt Magill
Matt Magill (né le 10 novembre 1989 à Simi Valley, Californie, États-Unis) est un lanceur droitier des Ligues majeures de baseball. Il est présentement agent libre.

## Carrière
Matt Magill est drafté au 31e tour de sélection par les Dodgers de Los Angeles en 2008. Il fait ses débuts dans le baseball majeur avec cette équipe le 27 avril 2013 alors qu'il est lanceur partant des Dodgers face aux Brewers de Milwaukee et réussit 7 retraits sur des prises en 6 manches et deux tiers lancées. Il amorce 6 parties des Dodgers au total en 2013, mais subit deux défaites et montre une moyenne de points mérités de 6,51 en 27 manches et deux tiers lancées.
Il passe 2014 en ligues mineures avec les Isotopes d'Albuquerque, où il connaît une saison difficile avec une moyenne de points mérités de 5,21 en 36 matchs, dont 24 comme lanceur de relève.
Le 2 décembre 2014, les Dodgers échangent Magill aux Reds de Cincinnati contre le voltigeur Chris Heisey.